# Рукавишникова, Ольга Александровна
О́льга Алекса́ндровна Рукави́шникова (13 марта 1955, Северодвинск) — советская легкоатлетка, мастер спорта международного класса.

## Карьера
В 1975 году Ольга выиграла бронзовую медаль на Универсиаде. На Олимпиаде 1980 года в Москве она стала серебряным призёром в пятиборье, уступив лишь своей соотечественнице Надежде Ткаченко, которая победила с мировым рекордом. Бронзовую медаль выиграла также спортсменка из СССР Ольга Курагина.
Тренер — Ю. М. Красильников.